# Carlotta serratipes
Carlotta serratipes is een hooiwagen uit de familie Gonyleptidae.